# Zeldenrust (Hooge Zwaluwe)
De molen Zeldenrust is een stellingmolen in Hooge Zwaluwe in de Nederlandse gemeente Drimmelen (provincie Noord-Brabant). 

## Geschiedenis
Op 30 juni 1866 krijgt Antonie Pals toestemming voor het oprichten van een windkorenmolen aan de Kerkdijk te Hooge Zwaluwe. De molen wordt gebouwd door molenmaker Willem Smits uit Lage Zwaluwe. Na de oplevering gaat Antonie Pals de molen bemalen en blijft hij molenaar tot zijn onverwachte overlijden in 1871. Na zijn overlijden komt de molen in eigendom van zijn weduwe Dingena, die molenaarsknecht Franciscus den Hoek in dienst neemt.
Dingena hertrouwt met Willem en zij blijven eigenaar van de molen tot 1893. In dat jaar wordt de molen voor ƒ7.700 verkocht aan Jan Rombouts, voorheen molenaar op molen De Hoop in Den Hout. In 1937 koopt op zijn beurt zijn zoon Harry de molen over van zijn vader. Harry is echter geen lange carrière op zijn molen gegund: na een langdurig ziekbed overlijdt hij in 1944. Reeds tijdens zijn ziekte bemaalt Harry's neef Antoon Rombouts uit Elshout de molen en blijft na zijn overlijden als vaste molenaar. In 1946 hertrouwt hij met de weduwe Rombouts.
De molen blijft tot halverwege de jaren '60 in bedrijf als korenmolen, altijd uitsluitend op windkracht zonder motorische hulpaandrijving. Na het buiten bedrijf stellen van de molen laat Dim Rombouts, de jongste zoon van Harry Rombouts, de molen nog regelmatig draaien om de molen in conditie te houden. Ondanks dat getracht wordt de molen in goede conditie te houden, groeien de onderhoudskosten en kan de familie Rombouts dit niet meer zelf betalen. In 1990 wordt Stichting Molen Zeldenrust opgericht, met als doel de molen maalvaardig te restaureren, en neemt deze de molen voor het symbolische bedrag van 1 gulden over van de familie Rombouts.
In 1993 wordt begonnen met de eerste fase van de restauratie waarmee de molen draaivaardig wordt gerestaureerd, die in 1994 wordt afgerond. In 1996-1997 volgt een maalvaardige restauratie, waarbij van de oorspronkelijke drie koppels maalstenen er slechts één terugkeerde. Het voorgenomen terugbrengen van een tweede koppel maalstenen is nooit gerealiseerd.
Na de restauratie is de molen tot 2017 op bescheiden schaal in bedrijf gebleven voor het malen van graan. Anno 2023 zijn er plannen om het koppel molenstenen opnieuw maalvaardig te maken en weer te gaan gebruiken voor het malen van graan. 

## Eigenaren van de molen
- 1866-1871: Antonie Pals
- 1871-1893: Dimphena (Dingena) van den Bos - Pals
- 1893-1937: Johannes Adrianus (Jan) Rombouts
- 1937-1944: Henrikus Arnoldus (Harry) Rombouts
- 1944-1990: Maria Elisabeth (Lies) van der Made - Rombouts
- 1990-1990: Erven M.E. van der Made - Rombouts
- 1990-heden: Stichting Molen Zeldenrust

## Molenaars van de molen
In de tijd dat de molen bedrijfsmatig in gebruik was hebben de volgende molenaars op de molen gewerkt:
- Antonie Pals (* Zeverbergen, 26-07-1840 - † Terheijden, 29-03-1871), molenaar van 1866 tot 1871
- Willem van den Hoek (* Teteringen. 19-09-1841 - † Princenhage, ?), molenaar van 1871 tot 1893
- Jan Rombouts (* Elshout, 24-10-1861 - † Tilburg, 16-12-1950), molenaar van 1893 tot 1937
- Harry Rombouts (* Hooge Zwaluwe, 24-05-1907 - † Beverwijk, 15-05-1944), molenaar van 1937 tot 1944
- Antoon Rombouts (* Elshout, 31-12-1900 - † Hooge Zwaluwe, 17-05-1984), molenaar van 1944 tot ca. 1960
- Dim Rombouts (* Hooge Zwaluwe, 6-4-1941 - † Breda, 21-01-2022), molenaar vanaf 1959 tot 2017, na buitenbedrijfstelling eerste vrijwillig molenaar

Sinds de restauratie van 1997 wordt de molen door vrijwillige molenaars regelmatig aan het draaien gebracht. 

## Bezichtiging
De molen is open voor bezichtiging en is tevens een 'molencafé', dat is opgericht om inkomsten te werven om de molen in stand te houden.